# Абди Мирабдулходжа
Абди Мирабдулходжа (узб. Abdiy Mirabdulxo'ja; 1870, Бухарский эмират — 1922, Бухарская народная советская республика) — поэт и писатель эпохи Бухарского эмирата.
Написал антологию «Тазкираи Абдий», где привёл биографические данные и примеры сочинений 118 поэтов эпохи бухарского эмира Сеид Абдулахад-хана (1885—1910).